# Rogues Gallery
Rogues Gallery es el duodécimo álbum de estudio de la banda de rock británica Slade. Fue publicado el 29 de marzo de 1985 y alcanzó la posición No. 60 en las listas de éxitos del Reino Unido.

## Lista de canciones
1. "Hey Ho Wish You Well" - 5:20
2. "Little Sheila" - 4:00
3. "Harmony" - 3:45
4. "Myzsterious Mizster Jones" - 3:37
5. "Walking on Water, Running on Alcohol" - 5:00
6. "7 Year Bitch" - 4:17
7. "I'll Be There" - 4:33
8. "I Win, You Lose" - 3:33
9. "Time to Rock" - 4:10
10. "All Join Hands" - 5:32

## Créditos
- Noddy Holder — voz, guitarra
- Dave Hill — guitarra
- Jim Lea — bajo, voz, piano
- Don Powell — batería